# Список персоналий Санкт-Петербургской духовной академии
В списке перечислены преподаватели и ректоры Санкт-Петербургской духовной академии.

## Ректоры
1. Архимандрит Евграф (Музалевский-Платонов) (1809)
2. Архимандрит Сергий (Крылов-Платонов) (1810—1812)
3. Епископ Филарет (Дроздов) (1812—1819)
4. Епископ Григорий (Постников) (1819—1826)
5. Архимандрит Иоанн (Доброзраков) (1826—1830)
6. Архимандрит Смарагд (Крыжановский) (1830—1831)
7. Архимандрит Венедикт (Григорович) (1831—1833)
8. Архимандрит Виталий (Щепетев) (1833—1837)
9. Архимандрит Николай (Доброхотов) (1837—1841)
10. Епископ Афанасий (Дроздов) (1841—1847)
11. Епископ Евсевий (Орлинский) (1847—1850)
12. Епископ Макарий (Булгаков) (1851—1857)
13. Архимандрит Феофан (Говоров) (1857—1859)
14. Епископ Нектарий (Надеждин) (1859—1860)
15. Архимандрит Иоанникий (Руднев) (1860—1864)
16. Епископ Иоанн (Соколов) (1864—1866)
17. Протопресвитер Янышев, Иоанн Леонтьевич (1866—1883)
18. Епископ Арсений (Брянцев) (1883—1887)
19. Епископ Антоний (Вадковский) (1887—1892)
20. Епископ Борис (Плотников) (1892—1893)
21. Епископ Никандр (Молчанов) (1893—1895)
22. Епископ Иоанн (Кратиров) (1895—1899)
23. Епископ Борис (Плотников) (1899—1901)
24. Епископ Сергий (Страгородский) (1901—1905)
25. Епископ Сергий (Тихомиров) (1905—1908)
26. Епископ Феофан (Быстров) (1909—1910)
27. Епископ Георгий (Ярошевский) (1910—1913)
28. Епископ Анастасий (Александров) (1913—1918)
29. Протоиерей Иоанн Яковлевич Богоявленский (1946—1947)
30. Протоиерей Осипов, Александр Александрович — исполняющий обязанности (1947—1948)
31. Епископ Симеон (Бычков) (1948—1952)
32. Протоиерей Сперанский, Михаил Кронидович (1952—1966)
33. Епископ Михаил (Мудьюгин) (1966—1968)
34. Епископ Герман (Тимофеев) (1968—1970)
35. Епископ Мелитон (Соловьев) (1970—1974)
36. Архиепископ Кирилл (Гундяев) (1974—1984)
37. Архимандрит Мануил (Павлов) — исполняющий обязанности (1984—1986)
38. Протоиерей Гундяев, Николай Михайлович — исполняющий обязанности (1986—1987)
39. Протоиерей Сорокин, Владимир Иустинович — исполняющий обязанности (1987—1992)
40. Протоиерей Стойков, Василий Иванович — исполняющий обязанности (1992—1996)
41. Архиепископ Константин (Горянов) (1996—2008)
42. Епископ Амвросий (Ермаков) (с 2008)

## Профессора, доценты и преподаватели

### XIX век
1. Болотов, Василий Васильевич (1854—1900)
2. Иннокентий (Смирнов) (1784—1819)
3. Карпов, Василий Николаевич (1798—1867)
4. Кочетов, Иоаким Семенович (1789—1854)
5. Коялович, Михаил Осипович (1828—1891)
6. Михаил (Грибановский) (1856—1898)
7. Николаевский, Павел Фёдорович (1841—1899)
8. Орлов, Яков Васильевич (1775 или 1779—1819)
9. Осинин, Иван Терентьевич (1835—1887)
10. Павел (Лебедев) (1827—1892)
11. Павский, Герасим Петрович (1787—1863)
12. Рождественский, Николай Павлович (1840—1882)
13. Сидонский, Фёдор Фёдорович (1805—1873)
14. Скабалланович, Николай Афанасьевич (1848-?)
15. Смирнов, Пётр Семёнович (1861-?)
16. Хрисанф (Ретивцев) (1832—1883)
17. Чельцов, Иван Васильевич (1828—1878)
18. Чистович, Иларион Алексеевич (1828—1893)
19. Шалфеев, Петр Иванович (?-1862)
20. Яхонтов, Иван Константинович (1819—1888)

### Первая половина XX века
1. Аквилонов, Евгений Петрович (1861—1911)
2. Антоний (Храповицкий) (1863—1936)
3. Барсов, Николай Иванович (1839—1903)
4. Барсов, Тимофей Васильевич (1836—1904)
5. Бенешевич, Владимир Николаевич (1874—1938)
6. Бриллиантов, Александр Иванович (1867—1933)
7. Бронзов, Александр Александрович (1858—1936/37)
8. Глубоковский, Николай Никанорович (1863—1937)
9. Евсеев, Иван Евсеевич (1868—1921)
10. Жукович, Платон Николаевич (1857—1919)
11. Карабинов, Иван Алексеевич (1878—1937)
12. Каринский, Михаил Иванович (1840—1917)
13. Катанский, Александр Львович (1836—1919)
14. Лепорский, Петр Иванович (1871—1923)
15. Ловягин, Евграф Иванович (1822—1909)
16. Лопухин, Александр Павлович (1852—1904)
17. Миртов, Дмитрий Павлович (1867—1941)
18. Модестов, Василий Иванович (1839—1907)
19. Никольский, Константин Тимофеевич (1824—1910)
20. Никольский, Николай Константинович (1863—1936)
21. Орлов, Михаил Иванович (1864—1920)
22. Пальмов, Иван Саввич (1855—1920)
23. Покровский, Николай Васильевич (1848—1917)
24. Пономарев, Александр Иванович (1849—1911)
25. Сагарда, Александр Иванович (1883—1950)
26. Сагарда, Николай Иванович (1870—1943)
27. Садов, Александр Иванович (1850—1930)
28. Серебреников, Виталий Степанович (1862 — ?)
29. Соколов, Иван Иванович (1865—1939)
30. Соколов, Иван Павлович (1870—1921)
31. Соллертинский, Сергей Александрович (1846—1920)
32. Троицкий, Иван Егорович (1832—1901)
33. Четыркин, Василий Васильевич (1888—1948)

### Вторая половина XX века
1. Абрамович, Дмитрий Иванович (1873—1955)
2. Верюжский, Василий Максимович (1874—1955)
3. Воронов, Ливерий Аркадьевич (1914—1995)
4. Заболотский, Николай Анатольевич (1922—1999)
5. Иванов, Алексей Иванович (историк) (1890—1976)
6. Карташёв, Антон Владимирович (1875—1960)
7. Козлов, Иоанн Стефанович (1887—1971)
8. Купрессов, Сергей Алексеевич (1887—1965)
9. Макаровский, Александр Иванович (1888—1958)
10. Михаил (Чуб) (1912—1985)
11. Парийский, Лев Николаевич (1892—1972)
12. Успенский, Николай Дмитриевич (1900—1987)

### XXI век
1. Садо, Михаил Юханович (1934—2010)
2. Тельпис, Георгий Христофорович (1938—2012)